# Ruth Feldman
Ruth Feldman (1911 à East Liverpool, Ohio - 11 janvier 2003 à Boston) est une poétesse et traductrice américaine.

## Biographie
Son père est décédé quand elle était jeune et sa mère alors qu'elle n'avait que 17 ans. Elle vivait avec son frère, Milton, qui fréquentait la Faculté de droit de Harvard et elle Wellesley College.
Elle vivait la moitié de l'année dans son appartement surplombant la rivière Charles, l'autre moitié, elle vivait à l'hôtel à Rome, au haut de l'Escalier de la Trinité-des-Monts.
Sa carrière littéraire s'affirma après la mort de son mari en 1963 ; elle connaissait l'Italie de puis 1936. Elle a rencontré Primo Levi à Rome en 1976, à l'occasion de la remise du prix Strega. Deux mois avant sa mort, en 1987, Primo Levi lui a écrit une lettre où il disait que la période qu'il vivait alors était « pire qu'Auschwitz » car « il n'avait plus la capacité de réagir ».
Elle est l'auteur de cinq recueils de poésie et de quinze recueils de traductions italiennes, dont ceux de Primo Levi.
Sa poésie a été traduite en italien, en français et en espagnol. Son travail a été publié dans AGNI (en) et dans le New York Review of Books.

## Publications

### Poésie
- Primo Levi, « Listen », Pō'ĭ-trē,‎ 2006 (lire en ligne)
- The Ambition of Ghosts, Green River Press, 1979 (ISBN 978-0-940580-11-4, lire en ligne )
- To Whom it May Concern, Bauhan, 1986 (ISBN 978-0-87233-086-3)
- Birthmark, Cross-Cultural Communications, 1993 (ISBN 978-0-89304-388-9)

## Traduction
- Jewish American literature, Norton, 2001 (ISBN 978-0-393-04809-4, lire en ligne ), « Sherma »
- Andrea Zanzotto, Peasant's Wake for Fellini's Casanova and Other Poems, University of Illinois Press, 1997 (ISBN 978-0-252-06610-8, lire en ligne)
- Andrea Zanzotto (Translators Ruth Feldman, Brian Swann), Selected Poetry of Andrea Zanzotto, Princeton University Press, 1975 (ISBN 978-0-691-06290-7)
- Primo Levi (Translator Ruth Feldman), Moments of reprieve, Penguin Classics, 1995 (ISBN 978-0-14-018895-0, lire en ligne)
- Margherita Guidacci (Translator Ruth Feldman), Landscape with ruins: selected poetry of Margherita Guidacci, Wayne State University Press, 1992 (ISBN 978-0-8143-2352-6, lire en ligne)
- Rocco Scotellaro (Translators Ruth Feldman, Brian Swann), The Dawn is Always New: Selected Poetry of Rocco Scotellaro, Princeton University Press, 1980
- Margherita Guidacci (Translator Ruth Feldman), A book of sibyls: poems, Rowan Tree Press, 1989 (ISBN 978-0-937672-26-6)
- Bartolo Cattafi (Translator Brian Swann, Ruth Feldman), The dry air of the fire: selected poems, Translation Press, 1981 (ISBN 978-0-931556-04-3)
- Lucio Piccolo (Translators Brian Swann, Ruth Feldman), Collected Poems of Lucio Piccolo, Princeton University Press, 1972 (ISBN 978-0-7837-1407-3)
- Primo Levi, Shema: collected poems of Primo Levi, Menard Press, 1976 (ISBN 978-0-903400-26-8)
- Rocco Scotellaro (Translator Ruth Feldman, Brian Swann), The Garden of the Poor, Cross-Cultural Communications, 1993 (ISBN 978-0-89304-644-6)
- Margherita Guidacci et Angela Giannitrapani (Translator Ruth Feldman), Liber fulguralis, Facoltà di Magistero, Università di Messina: Dist. Libreria Editrice Hobelix, 1986

## Éditrice
- Glauco Cambon, Italian Poetry Today: Currents and Trends: an Anthology, New Rivers Press, 1979 (ISBN 978-0-89823-003-1)

## Distinctions
- Ruth Feldman et John P. Welle (en) reçoivent en 1999 le Palchi Book Prize pour leur traduction de Peasant's Wake for Fellini's Casanova and Other Poems de Andrea Zanzotto (University of Illinois Press, 1997) ; John Florio Prize (en), Angleterre ; Circe-Sabaudia in Italy ; Italo Calvino Prize in the United States ; Literary Translator's Fellowship from the National Endowment for the Arts ; Raymond E. Baldwin Award[7]